# 美丽蚁蛛
美丽蚁蛛（学名：Myrmarachne formicaria）为跳蛛科蚁蛛属的动物。主要分布于古北区，一般栖息于果园、农田等。该物种的模式产地在俄罗斯。